# Acción del 10 de noviembre de 1808
La acción del 10 de noviembre de 1808 fue un enfrentamiento naval librado en el marco en las Guerras Napoleónicas en el que una fragata británica venció y capturó otra francesa en el golfo de Vizcaya. La acción formó parte del bloqueo ejercido por la Marina Real británica en los puertos vizcaínos durante la guerra, una estrategia designada para evitar la llegada y la partida de barcos a puertos franceses. De este modo, Gran Bretaña pretendía eliminar el comercio exterior con Francia y dañar así la economía francesa, así como separarle de sus colonias de ultramar. El barco francés que participó en la acción, el Thétis, estaba destinado a trasladar una carga de harina y provisiones militares, además de aproximadamente 100 soldados, para reforzar la guarnición de la isla de Martinica, situada en las Indias Occidentales y que Francia controlaba.
La Thétis no había abandonado la costa francesa aun cuando una fragata británica perteneciente a la escuadra costera que patrullaba la zona lo descubrió. La función de esta unidad consistía en vigilar la entrada a los puertos franceses situados en Vizcaya, principalmente el de Brest, e interceptar cualquier barco que pretendiese acceder o partir de ellos. La fragata que lo había avistado, la HMS Amethyst, comenzó a perseguir a la Thétis y después inició la batalla. A lo largo de esta, el barco británico se mantuvo siempre cerca del francés pero evitando que los soldados a bordo de la Thétis abordasen su navío. Además, aprovecharon su superioridad numérica para imponerse a sus rivales mediante el uso de disparos potentes y precisos. La batalla se extendió en el tiempo durante más de seis horas y los franceses sufrieron 130 pérdidas mortales, entre las que se encontraba el capitán y muchos soldados, antes de que la tripulación de la Amethyst consiguiese capturar la Thétis. En los minutos posteriores, dos navíos británicos más llegaron a la zona atraídos por el sonido de los disparos y ayudaron a realizar el transporte del dañado Thétis a Gran Bretaña.
La batalla supuso un duro golpe para los defensores franceses de Martinica, los cuales quedaron aislados de Francia y sufrieron la escasez de provisiones alimenticias y militares. A pesar de que otra fragata consiguió evadir el bloqueo y llegar a la isla en 1808, esta estaba rodeada de bases británicas y fue invadida y tomada en enero de 1809. Los británicos se hicieron con el control de otras colonias francesas en los dos años siguientes gracias al bloqueo, que aislaron las comunicaciones de Francia con sus territorios de ultramar. La Amethyst y su capitán Michael Seymour estuvieron activos en esta campaña y consiguieron capturar una segunda fragata francesa, el Niémen, durante la Acción del 6 de abril de 1809.

## Contexto histórico

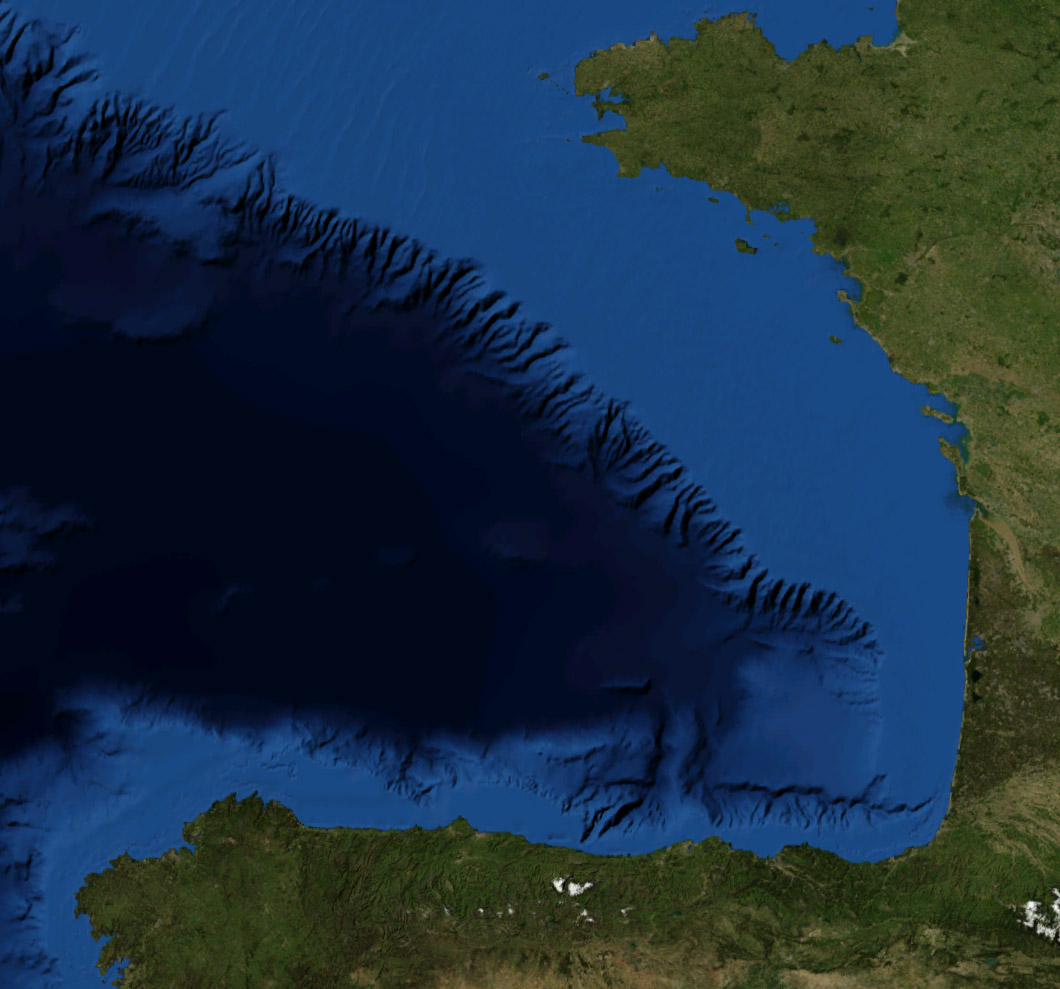
Vista satelital del golfo de Vizcaya, lugar en el que tuvo lugar la acción.

Hacia noviembre de 1808, las guerras napoleónicas habían comenzado ya cinco años antes. Aunque Francia había conquistado grandes porciones del continente europeo, era incapaz de ejercer una influencia significante en el mar, el cual dominaba la Marina Real británica desde su victoria en la batalla de Trafalgar, la cual se había librado en octubre de 1805. Una parte importante de la estrategia de la Marina Real consistía en la implementación de un férreo bloqueo sobre los puertos marítimos franceses más importantes con escuadras de fragatas y navíos de línea, destinadas a interceptar y capturar todos los barcos que intentasen acceder a los puertos franceses o partir desde ellos. El mejor puerto francés del Atlántico, y consecuentemente el objetivo más importante para la Marina Real, era el de Brest, situado en la costa de Vizcaya. Vigilando este puerto había un gran número de barcos de guerra, los cuales estaban divididos en dos escuadras: la escuadra costera tenía como objetivo observar la costa directamente y estaba formada principalmente por fragatas y navíos pequeños y rápidos; la otra escuadra accionaba más lejos de la costa y la integraban barcos de línea pesados cuyo fin era interceptar las flotas y escuadras de batalla francesas que avistase previamente la otra escuadra.
La eficacia del bloqueo británico era tal que la comunicación y los refuerzos entre Francia y sus colonias eran peligrosos para los barcos involucrados y estaba, por lo tanto, severamente limitado. Esto condujo a la desafección entre los colonialistas franceses, especialmente en el Caribe, donde estaban rodeados de puertos británicos hostiles y sufrían redadas y bloqueos constantes por parte de los barcos británicos. Las isla de Martinica era una de las islas francesas más importantes de las Indias Occidentales, pero a finales de 1808, la economía de la isla se había visto crispada por el bloqueo ejercido por el Reino Unido. Como consecuencia, escaseaban las provisiones de comida y militares, mientras que la moral era baja. En verano, los barcos de guerra británicos interceptaron un navío enviado por Francia, el cual pretendía alertar de la desesperada situación de las defensas de la isla; mensajes similares que consiguieron llegar a Francia urgían una respuesta inmediata de la Marina Nacional.
Se seleccionó la fragata Thétis, estacionada en Lorient, al sur de Brest, para transportar provisiones a Martinica, tarea a la que se destinaron 330 hombres, cuarenta cañones y un nuevo capitán, Jacques Pinsum. Las provisiones incluían más de 1000 barriles de harina, además de 106 soldados para reforzar la guarnición de Martinica. La operación trató de llevarse a cabo con total secretismo: con el fin de evitar que los británicos descubrieran la misión de la Thétis, no se informó siquiera a las defensas costeras locales de la temprana partida de la fragata el 10 de noviembre de 1808.
Los esfuerzos de los franceses para encubrir la misión y partida de la fragata resultaron inicialmente exitosos: los barcos británicos que se encontraban en esa área no estaban al tanto de las intenciones de la Thétis antes de su salida. Sin embargo, estaban preparados para cualquier movimiento francés y lanzaban patrullas regularmente, particularmente dos barcos bajo el comando de los capitanes Michael Seymour y Frederick Lewis Maitland, la HMS Amethyst y el HMS Emerald, respectivamente. Ambos capitanes tenían experiencia y eran oficiales veteranos: Seymour había perdido un brazo en la batalla del Glorioso Primero de Junio quince años antes, y habían acordado salir a la captura juntos, comunicándose frecuentemente y con un acuerdo que establecía la repartición equitativa de los botines entre ambas tripulaciones. Tras varias semanas navegando conjuntamente, las fragatas se separaron a comienzos de noviembre.

## Batalla
A las 18:42 del 10 de noviembre de 1808, la guarnición de una batería de cañones defensiva situada en la isla de Groix avistó una fragata que se movía rápidamente hacia el oeste. Al no haber recibido ninguna información acerca de algún movimiento francés en ese momento, la batería disparó en dos ocasiones a modo de aviso con el fin de que el barco estableciera su identidad. La fragata, la Thétis, respondió con su señal de reconocimiento y los disparos cesaron, pero el sonido había atraído la atención de la HMS Amethyst, que se acercaba a Groix desde el oeste. Tras cinco minutos, los miradores de Seymour divisaron la fragata francesa y la Amethyst abrió fuego inmediatamente. Pinsum siguió las órdenes de evitar cualquier combate y puso rumbo al suroeste con la intención de escapar del Atlántico. A las 21:00, la Amethyst se encontraba lo suficientemente cerca para disparar a la fragata francesa con unos pequeños cañones situados en la parte delantera del barco; los franceses hicieron lo propio con sus cañones. Seguro de que su cantera era un enemigo, Seymour lanzó cohetes tratando de atraer la atención de otros barcos de la escuadra costera que pudiesen interceptar el barco francés, y recibió como respuesta destellos de luz provenientes del noreste. Esto significaba que el capitán Sir Thomas Hardy se unía a la persecución en el HMS Triumph.

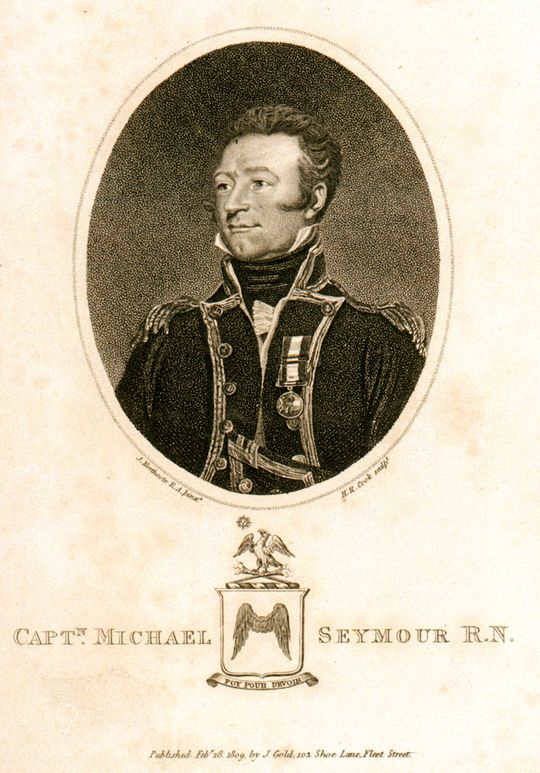
Michael Seymour, capitán de la Amethyst.

A las 21:15, Pinsum se percató de que su pesado y cargado barco no podría escapar de la Amethyst por velocidad, por lo que redujo su velocidad y giró bruscamente justo delante del barco británico en un intento de dispararle frontalmente. Seymour estaba preparado para esta maniobra y la contrarrestó alejándose de la Thétis, de modo que los cañones del barco francés cayeron dañados al mar y ambas fragatas completaron un giro completo antes de volver a tomar la dirección inicial. A continuación, Seymour hizo que el barco volviese hacia atrás, frente al navío francés y manteniendo cerca a la Amethyst, y comenzó a disparar sus cañones contra la Thétis, la cual respondió de la misma manera. Durante veinticinco minutos, ambas fragatas, separadas por poca distancia, continuaron disparando la una contra la otra a la vez que se dirigían al oeste. A las 21:40, Pinsum volvió a intentar disparar sus cañones frontalmente contra la Amethyst, con el fin de atravesar su popa mientras este continuaba navegando. Para contrarrestar esta acción, Seymour redujo la velocidad de su barco y esto causó que los aparejos del barco francés se enmarañasen con los del británico. Ambos navíos continuaron disparando mientras las tripulaciones de ambos trataban de liberar a su barco del otro. Unos minutos después lo consiguieron y las fragatas continuaron su duelo. A las 22:05, la Amethyst volvió a adelantar a su rival y cruzó la proa del barco francés desde babor. Tras esto, le disparó con sus cañones y se replegó a estribor para retomar su intercambio de disparos.
Los disparos franceses estaban comenzando a causar daños en el barco británico, y a las 22:20, el palo se mesana de la Amethyst resultó dañado y colapsó sobre el alcázar del navío. Al caer, el palo mayor aplastó el timón, lo que le impidió a Seymour seguir comandando el barco. La Thétis se adelantó y Pinsum trató de disparar a la desorganizada Amethyst. Con el objetivo de dispararles, viraron bruscamente a estribor; no obstante, el palo de mesana de los franceses también se rompió y tuvieron que detenerse de inmediato. Al estar ambos barcos sin el palo mayor, su capacidad para maniobrar se vio reducida y los dos navíos comenzaron a acercarse. Pinsum ordenó entonces a los soldados de su fragata que abordaran el navío británico y lo capturasen, mientras Seymour se preparaba para una eventualidad mediante la carga de perdigones redondos en su cañón y sus carronadas con una cantidad doble de racimos de metralla. A las 23:00, Pinsum lanzó inesperadamente su fragata contra la Amethyst. Las proas de ambos barcos colisionaron y ambos salieron rebotados. En ese momento, los franceses acercaron la popa de su barco a la de los franceses. A la orden de Pinsum, los soldados y los marineros se abalanzaron sobre la cubierta y los pasamanos del barco rival, preparados para saltar a él y enfrentarse a su tripulación en un combate cuerpo a cuerpo. A falta de pocos segundos para el abordaje, Seymour ordenó a sus artilleros que abrieran fuego. Los dobles cañones, disparados a bocajarro, mataron o hirieron a cerca de 100 hombre, entre los que se encontraban la mayoría de los oficiales. Solo quedaban cuatro cañones en buen estado en la Thétis. Se produjeron tres incendios en diferentes partes de este barco a causa de la proximidad de los apagallamas del navío británico.

## Posteridad
La Amethyst continuó disparando al Thétis durante los siguientes ochenta minutos, prácticamente sin respuesta, hasta las 12:20. En ese momento, los británicos consiguieron abordar y hacerse con el control de la Thétis sin oposición, ya que las dos fragatas se habían enredado con sus aparejos. El problema más inmediato para Seymour consistió en asegurar su premio. Muchos de los prisioneros que no estaban heridos fueron transferidos a la Amethyst bajo guardia y, a la 01:05, las fragatas se separaron después de que los marineros rompiesen los aparejos que estaban enredados. Diez minutos después, el HMS Triumph, equipado con 74 cañones, apareció entre la oscuridad y a la 01:30, una segunda fragata, el HMS Shannon, bajo el mando del capitán Philip Broke, llegó atraído por los disparos. Los tres barcos británicos juntos liberaron a los prisioneros de la Thétis y llevaron a cabo varias reparaciones: la Thétis había perdido los mástiles restantes poco después de su abordaje y los de la Amethyst corrían el riesgo de colapsar. Las pérdidas británicas en el enfrentamiento fueron severas —19 fallecidos y 51 heridos—, pero no tanto como las francesas —135 fallecidos, entre los que se encontraba Pinsum, y 102 heridos—.

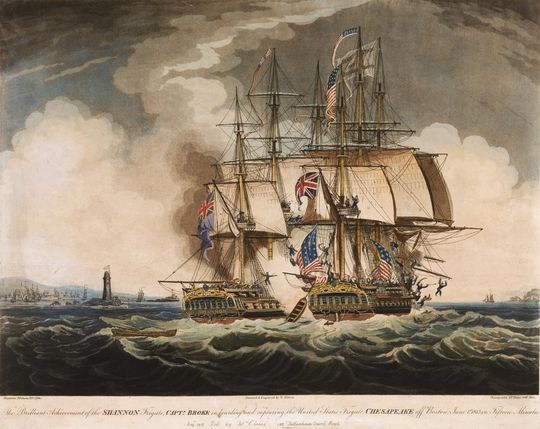
El HMS Shannon (a la izquierda), en un óleo de 1813.

En Gran Bretaña, se le recompensó a Seymour por la victoria: se le concedió una medalla conmemorativa, recibió 100 libras —además de 625 adicionales para repartir entre los heridos— y las llaves de las ciudades de Cork y Limerick, aunque se sugirió también que el capitán fuese condecorado con el título de caballero. Además, el primer teniente Goddard Blennerhasset consiguió el ascenso a comandante, al igual que los suboficiales, que también consiguieron mejores puestos. Por otra parte, la Marina Real compró la Thétis bajo el nombre de HMS Brun. Las tripulaciones del Emerald y de la Amethyst recibieron el dinero obtenido tras la compra. Cuatro décadas después, en 1847, la Naval General Service Medal condecoró a los británicos que habían participado en la batalla y aún vivían con un broche de medalla. La Amethyst había sufrido daños severos en la batalla y su reparación se llevó a cabo durante 71 días en el puerto de Plymouth. Cinco meses después, se les encomendó a Seymour y Maitland la tarea de capturar al Niémen, que se encontraba de camino a Isla de Francia, en el golfo de Vizcaya. Seymour, sin el apoyo del Emerald, fue nuevamente capaz de capturar a su oponente después de un fiero enfrentamiento en la Acción del 6 de abril de 1809. A pesar de que Seymour alabó la valentía del oficial francés superviviente, el Teniente Joseph Dedé, este juró más tarde en el juzgado que la Thétis no se había rendido hasta el arribo del Triumph y el Shannon. Este testimonio contradecía tanto el testimonio británico como la propia insistencia de Dedé durante la noche de la batalla en afirmar que no había visto ningún barco más durante la acción. El historiador William James sugiere que este hecho se trataba de un intento deliberado de apelar a las autoridades navales francesas con el fin de evitar las responsabilidades por la derrota.
El fracaso a la hora de hacer llegar las provisiones y los refuerzos que cargaba la Thétis al mar Caribe pudo tener importantes consecuencias en la subsecuente invasión de Martinica en enero de 1809. El Amphitrite fue la única fragata que consiguió transportar provisiones y soldados a Martinica, por lo que una fuerza expedicionaria británica pudo derrotar a los débiles defensores de la isla en una breve campaña. El estricto bloqueo también afectó a otras colonias francesas, ya que impidió el envío de comida y suministros militares, y contribuyó a la toma de Isla de Francia y Guadalupe en el año 1810.